# Aba (Nigeria)
Pour les articles homonymes, voir Aba.
Aba est une ville de l'État d'Abia (Nigeria). Elle est traversée par l'Aba. Elle se trouve au nord-est de Port Harcourt.

## Histoire
Fondée par l'ethnie Igbo, la ville est devenue un centre administratif et un important pôle de commerce lors de la colonisation britannique. En 1929, elle est le siège de la guerre des femmes en réaction à la politique fiscale du gouvernement colonial. 
En 1967, Aba est, pour une courte période, la capitale de l'État sécessionniste du Biafra, après que celle-ci est transférée de Enugu en raison de l'avancée des troupes gouvernementales nigérianes.

## Industries et éducation
Aba est la deuxième ville industrielle du pays: pétrole, chimie, mécanique et alimentaire. Elle est aussi une ville universitaire.